# Ерік Ромер
Ері́к Роме́р (фр. Éric Rohmer, справжнє ім'я — Жан Марі́ Морі́с Шере́ (фр. Jean Marie Maurice Schérer), 4 квітня 1920, Тюль — 11 січня 2010, Париж) — французький кінорежисер, один з найвизначніших представників «Новой хвилі» в післявоєнному кінематографі Франції, головний редактор журналу Cahiers du Cinema в 1958—1963 рр.. Також автор кількох книжок. Брат філософа Рене Шере (фр. René Schérer) і батько журналіста Рене Монза (фр. René Monzat).

## Життєпис
Жан-Марі Шерер народився 4 квітня 1920 у французькому місті Нансі. У 1940-х роках почав кар'єру літератора. Свій псевдонім він склав з імені режисера Еріха фон Штрогейма та прізвища письменника Сакса Ромера. У другій половині 1950-х років почав співпрацювати як редактор з журналом Cahiers du Cinema. З 1957 по 1963 був головним редактором часопису.
Ромер розпочав режисерську кар'єру пізніше за своїх соратників по журналу — Жана-Люка Годара і Франсуа Трюффо. Виявив себе як майстер рафіновано стилізованої екранізації, переносячи на екран етикет та обряди, якими обставлялися романтичні відносини в попередні епохи.
Свої фільми режисер розділив на кілька циклів, з яких найвищу оцінку отримав перший, який розглядає питання виживання в сучасних умовах традиційної християнської моралі. У першому циклі, «Повчальні оповідання» за творами Мармонтеля, увійшли стрічки «Моя ніч у Мод» (1969), «Коліно Клер» (1970) і «Любов після полудня» (1972). Наступний цикл отримав назву «Комедії та приказки». Один з найвідоміших творів Ромера — цикл «Пори року» («Весняна казка», 1990; «Зимова казка», 1992; «Літня казка», 1996; «Осіння казка», 1998).
Після закінчення роботи над фільмом «Любов Астреї і Селадону» (2007) Ромер оголосив про завершення режисерської кар'єри.
Помер в Парижі 11 січня 2010 у віці 89 років.

## Фільмографія

### Короткометражні фільми
- фр. Journal d'un scélérat (1950)
- Презентація, або Шарлота і її стейк (фр. Présentation ou Charlotte et son steak) (1951)
- фр. Les petites filles modèles (1952)
- Береніса (фр. Bérénice) (1954)
- Крейцерова соната (фр. La Sonate à Kreutzer) (1956)
- фр. Véronique et son cancre (1958)
- Надя у Парижі (фр. Nadja à Paris) (1964)
- фр. Paris vu par... , sketch
- Площа Етуаль (фр. Place de l'Étoile) (1965)
- Сьогоднішня студентка (фр. Une étudiante d'aujourd'hui) (1966)
- Фермерка у Монфокон (фр. Fermière à Montfaucon) (1967)
- Вовк, ти тут? (фр. Loup, y es-tu ?) (1983)
- фр. La cambrure (1999)

### Повнометражні фільми
- Знак лева (фр. Le Signe du lion) (1959)

#### Цикл " Шість моралізаторських казок "фр.Six contes moraux
1. Пекарка з Монсо (фр. La Boulangère de Monceau) (1962)
2. Кар'єра Сюзани (фр. La Carrière de Suzanne) (1963)
3. Моя ніч в Мод (фр. Ma nuit chez Maud) (1969)
4. Колекціонерка (фр. La Collectionneuse) (1967)
5. Коліно Клер (фр. Le Genou de Claire) (1970), Приз Луї Деллюка
6. Кохання по обіді (фр. L'Amour l'après-midi) (1972)

- Маркіза д'О (фр. La Marquise d'O...) (1976)
- Персеваль Уельський (фр. Perceval le Gallois) (1978), Prix Méliès

#### Цикл " Комедії та прислів'я " (фр.Comédies et proverbes)
1. Жінка авіатора (фр. La Femme de l'aviateur) або фр. On ne saurait penser à rien , антитеза до твору Мюссе (Musset), фр. On ne saurait penser à tout , (1981)
2. Добрий шлюб (фр. Le Beau Mariage), фр. « Quel esprit ne bat la campagne qui ne fait château en Espagne » Жана де Лафонтена (Jean de La Fontaine), (1982)
3. Поліна на пляжі (фр. Pauline à la plage), фр. Qui trop parole, il se mesfait de Chrétien de Troyes, (1982)
4. Ночі повного місяця (фр. Les Nuits de la pleine lune), фр. Qui a deux femmes perd son âme, qui a deux maisons perd sa raison, прислів'я провінції Шампань (Champagne), (1984)
5. Зелений промінь (фр. Le Rayon vert), фр. « Que le temps vienne où les cœurs s'éprennent », vers extraits du poème фр. Chanson de la plus haute tour Артура Рембо (Arthur Rimbaud), (1986)
6. Друг моєї подружки (фр. L'Ami de mon amie), прислів'я фр. Les amis de mes amis sont mes amis, (1987)

- 4 пригоди Ренети та Мірабель (фр. 4 aventures de Reinette et Mirabelle) (1987)

#### Цикл " Чотири пори року "фр.Les Contes des quatre saisons
1. Весняна казка фр. Conte de printemps (1990)
2. Зимова казка фр. Conte d'hiver (1992)
3. Літня казка фр. Conte d'été (1996)
4. Осіння казка фр. Conte d'automne (1998)
- Дерево, мер та медіотека фр. L'Arbre, le maire et la médiathèque (1993)
- Паризькі побачення фр. Les Rendez-vous de Paris (1995)

#### Історичні драми
- 2001: Англійка і герцог (фр. L'Anglaise et le Duc)
- 2004: Потрійний агент (фр. Triple agent)
- 2007: Кохання Астре та Селадона фр. Les Amours d'Astrée et de Céladon

#### Телефільм
- 1989: Соціальні ігри (фр. Les Jeux de société)